# 荒井佑奈
荒井 佑奈（あらい ゆうな、2003年12月25日 - ）は、日本のジュニアアイドル。
東京都出身。2017年5月31日までマイカンパニーに所属し、6月1日にユニバーサルコレクションに移籍。

## 概要
趣味はゲーム、カラオケ。特技はダンス。チャームポイントは目。
姉の荒井暖菜、妹の荒井由莉采とカメラ女子3姉妹アイドルユニット「Halation」として2017年1月22日にデビュー。3姉妹とも進学受験の準備のため、2018年5月19日のライブをもって「Halation」の活動休止。2018年一杯で暖菜、由莉采ともに芸能活動を引退するため、「Halation」を2018年12月31日の1日限りのライブを以て解散。
姉妹の中では佑奈のみ芸能活動を継続中。

## 作品

### DVD
- ～ピュアッ娘アイドル～「佑奈、デビューしちゃうよ！」 （2012年06月22日 M.B.Dメディアブランド）
- キラキラ星見つけた！（2012年8月25日、ヴィータ）
- 赤いランドセル（2012年10月23日、ワッフルランド）
- もうすぐ春ですね！（2013年2月23日、ワッフルランド）
- 佑奈の新学期 〜ピュアッ娘アイドル〜（2012年4月19日、M.B.Dメディアブランド）
- ゆうなっちゅ（2013年7月25日、EIC-BOOK）
- 採れたて新鮮・佑奈フレッシュパック（2013年9月23日、ワッフルランド）
- おまたせ…（2014年4月23日、ワッフルランド）
- 佑奈の課外授業 （2016年7月29日、オルスタックソフト販売）
- 放課後 荒井佑奈 同好会 （2016年10月29日、オルスタックソフト販売）
- 天然色ガール（2017年5月25日、EIC-BOOK）
- Candy ガール（2018年1月25日、EIC-BOOK）
- ちゅらガール 荒井佑奈（2018年7月25日、EIC-BOOK）
- きらりんガール（2018年11月25日、EIC-BOOK）
- ぐっばいガール（2019年3月25日、EIC-BOOK）
- ひまわりガール（2019年9月25日、EIC-BOOK）

## 出演

### テレビ
- TVショッピング（2009年）
- 東京電力（2009年）
- おもいッきりDON!（2010年、日本テレビ）

### ユニット活動
- いたずらマイク[3]（2014年2月 - 2016年4月）
- Halation（2017年1月 - 2018年12月）